# Abu Mihnaf
Abu Mihnaf Lút ibn Jahja l-Azdi (arab betűkkel أبو مخنف لوط بن يحيى الأزدي, tudományos átiratban Abū Miḫnaf Lūṭ ibn Yaḥyā l-Azdī; ? – 774) középkori arab történetíró volt.
A legkorábbi ismert történetírók egyike. Az arab Azd-törzs tagja volt. Kúfa iraki városához kötődött, családja Ali ibn Abi Tálib támogatói, azaz a korai síiták közé tartozott. Ibn an-Nadím bibliográfiai munkája 32 különféle témájú történelmi munkáját listázza. Bár ezek egyike sem maradt fenn teljes egészében, a bennük hagyományláncokkal közölt történetek nagy részét megőrizték a későbbi történetírók (így al-Baládzuri és at-Tabari).